# فرانچسکو دی‌آلسیو
فرانچسکو دی‌آلسیو (انگلیسی: Francesco D'Alessio؛ زادهٔ ۲۱ فوریهٔ ۲۰۰۴) بازیکن فوتبال اهل ایتالیا است که در حال حاضر برای باشگاه فوتبال آ.اس. رم بازی می‌کند. 

## دوران باشگاهی
او اولین بازی بزرگسالان و حرفه‌ای خود را برای باشگاه فوتبال آ.اس. رم به عنوان بازیکن تعویضی در پیروزی ۴–۰ لیگ اروپا مقابل باشگاه فوتبال سروت در ۵ اکتبر ۲۰۲۳ انجام داد.